# Maria Rosseels
Maria, Baroness Rosseels (Borgerhout, 23 octombrie, 1916 - Kalmthout, 18 martie, 2005) a fost o scriitoare belgiană.